# Georg Friedrich Kersting
Georg Friedrich Kersting (Güstrow, 31 ottobre 1785 – Meißen, 1º luglio 1847) è stato un pittore tedesco.

## Biografia
Kersting studiò presso l'Accademia di Copenaghen dal 1805 al 1808, dove fu anche premiato con una medaglia d'argento nel disegno. Kersting si trasferì a Dresda nel 1808, unendosi al Lützowsches Freikorps, una forza militare volontaria dell'esercito prussiano, nel 1813. Nel 1814 si trasferì in Polonia per lavorare come maestro di disegno, tornò a Meissen nel 1818, dove si sposò ed ebbe quattro figli. Quell'anno fu capo artista del produttore di porcellane Biedermeier a Meissen.
Kersting fu amico di Caspar David Friedrich, insieme fecero un viaggio a Riesengebirge nel 1810.
Nel 1813 Louise Seidler aiutò Kersting a inviare le sue opere a Johann Wolfgang von Goethe. Goethe rimase impressionato e consigliò al granduca Carlo Augusto di Sassonia-Weimar-Eisenach di acquistare la sua opera La ricamatrice.

## Opere principali

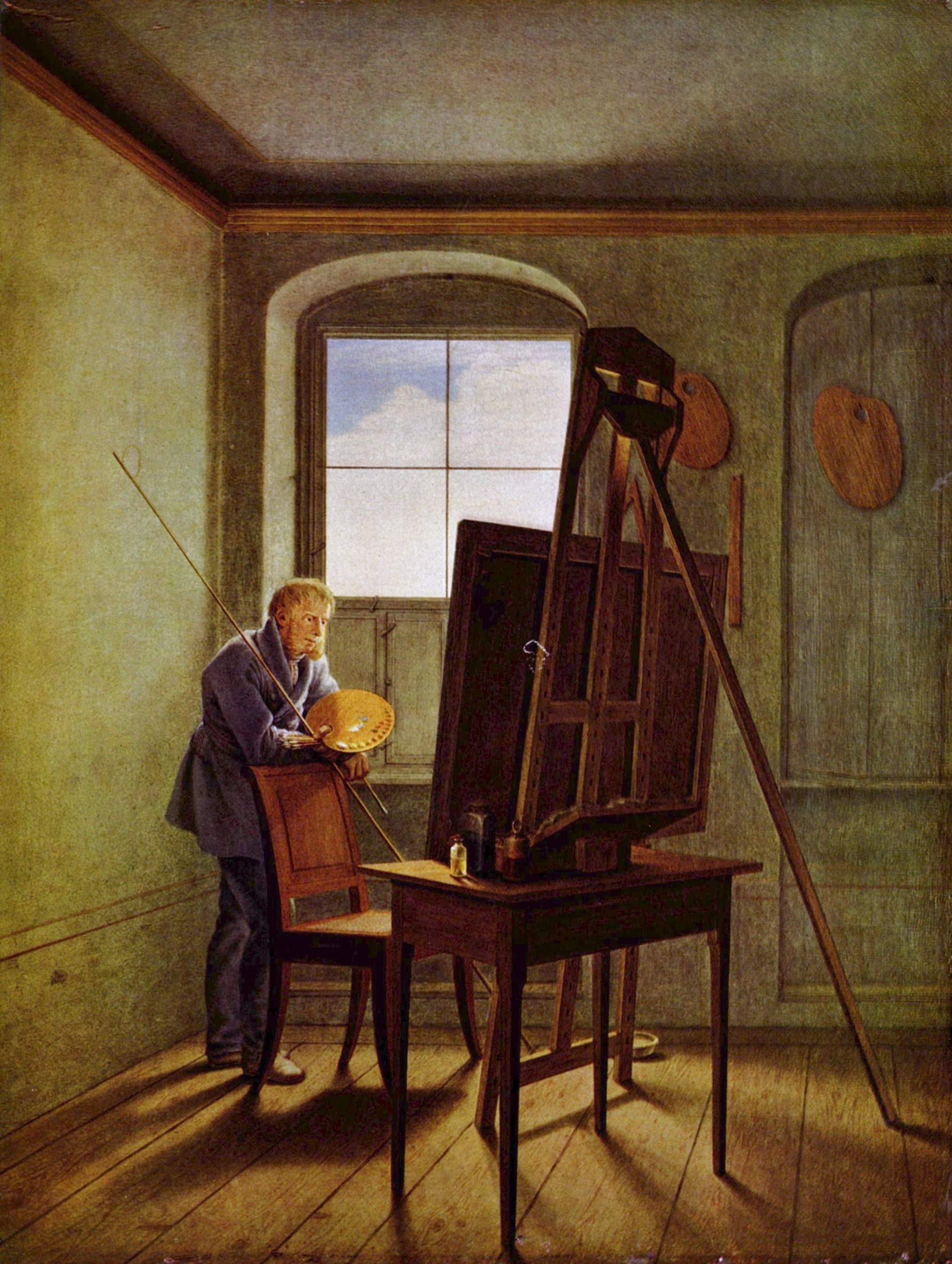
Caspar David Friedrich nel suo studio (1819)
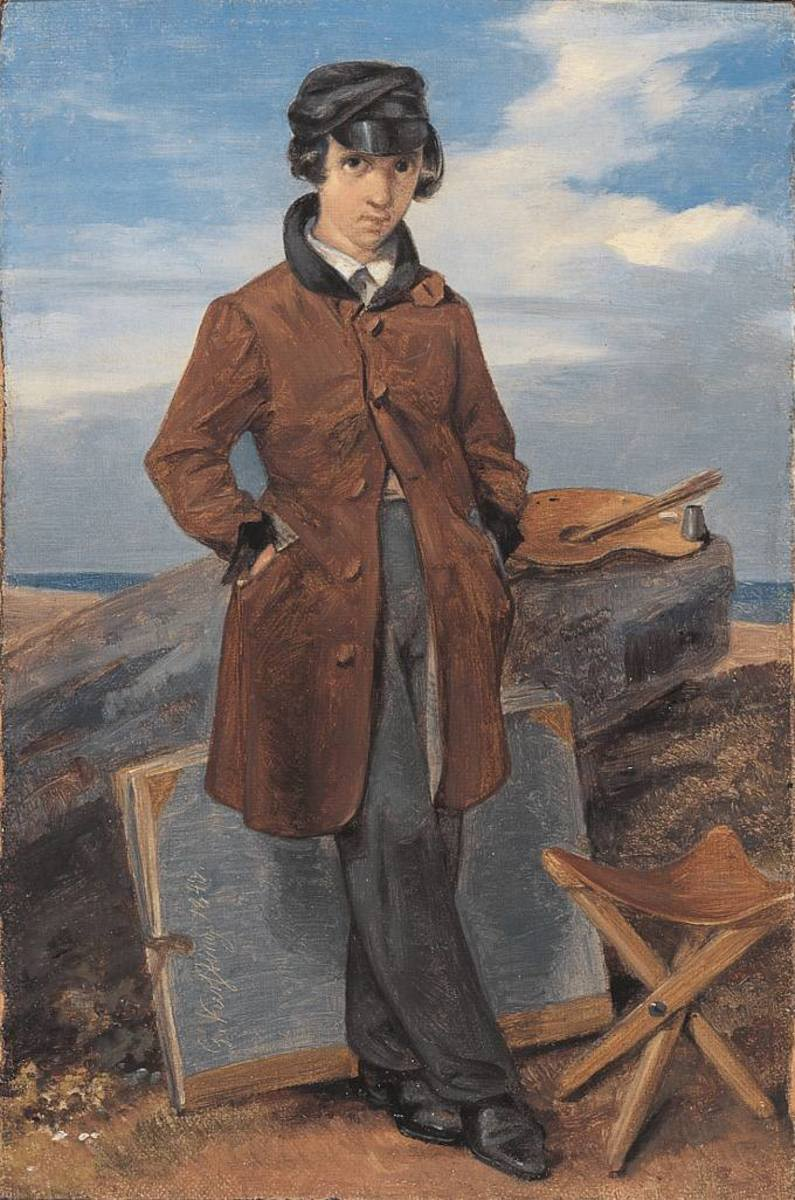
Hermann Kersting, figlio di Kersting (1843)
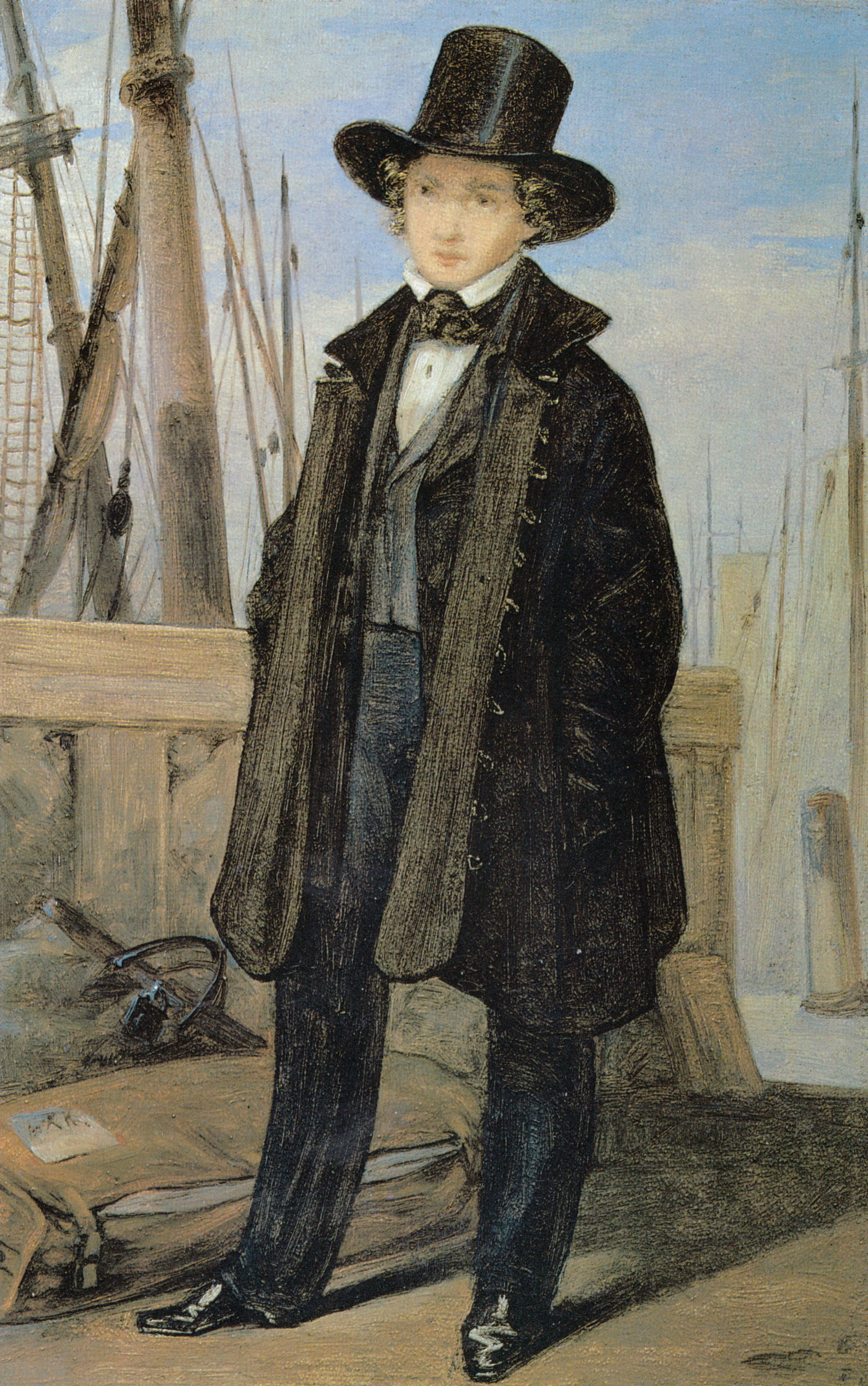
Richard Kersting, figlio di Kersting
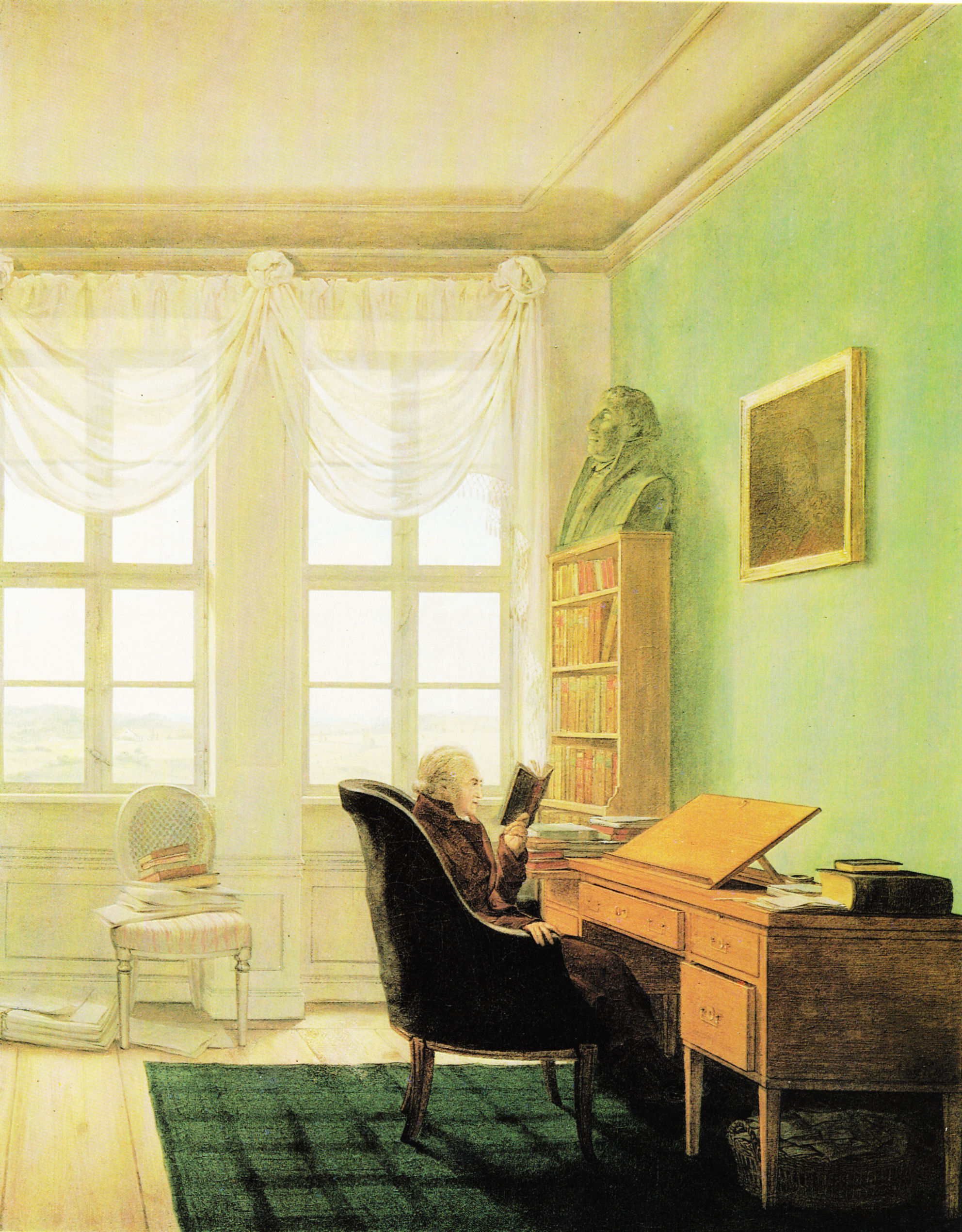
Lo studio di Reinhardt (1814)